# Кушадасы
Кушадасы́ (тур. Kuşadası) — город и одноимённый район (ильче, тур. ilçe) провинции Айдын на Эгейском побережье западной Турции.
Население района составляет 73 543 (2007) человека, из них проживает в городе 54 663 (2007).

## Название
Современное турецкое название города образовано от слов kuş «птица» и ada «остров» (sı — аффикс принадлежности), что означает — Птичий остров. Возможно, название связано с маленьким островком, на который прилетали гнездиться различные птицы. В настоящее время островок связан с берегом насыпной дорогой.

## География
Город расположен на берегу одноимённого залива Эгейского моря, в 90 км к югу от третьего по величине города Турции (Измира), а также в 71 км от административного центра провинции (города Айдына). Город Кушадасы является административным центром одноимённого района, граничащего с двумя районами ила Айдын: Герменджик, Сёке и с районом Сельчук провинции Измир.
Недалеко от побережья района находится греческий остров Самос, центр ионийской культуры во времена античности.
Всего в 10 км от города на северо-востоке находятся археологические раскопки знаменитого древнего города Эфес ('"Ephesus). Вход к ним открыт для туристов за плату.

## История
С древних времён район известен как культурный центр многих цивилизаций. Возможно, что легендарный народ Лелеги жил здесь ещё за три тысячи лет до нашей эры. Позднее с 11-го столетия до н. э. здесь селятся первые древнегреческие племена, позднее, в 9-м столетии — ионийцы. Многие древние постройки относятся к ионийскому периоду истории, включая Неополис, расположенный вблизи от города Кушадасы, на мысе Йиланджи, и считающийся первым античным поселением в этом регионе. В этот период главным торговым центром региона был Эфес, владеющий собственной гаванью. Кушадасы был известен как малозначительный торговый порт, обслуживающий суда, плавающие вдоль побережья Эгейского моря. Начиная с VII века до н. э. побережье находилось под властью Лидийцев, затем c 546 года до н. э. — Ахеменидов, а с 334 года до н. э. всё побережье, включая Анатолию, завоевал Александр Македонский.
Римская империя овладела побережьем во II веке до нашей эры и сделала её своей провинциальной столицей в первые годы христианства. Святой Иоанн Евангелист и (согласно римско-католической священной традиции) Дева Мария приехали жить в этом районе, который в христианскую эпоху стал известен как «Ания».
По мере того как византийские, венецианские и генуэзские грузоотправители начали торговать вдоль побережья, порт был вновь основан (под названием Скала-Нуова или Скала-Нова (Scala Nova, Scala Nuova) — «новый порт»), на острове был помещён гарнизон, а центр города смещён от склона до побережья.
Расцвет города Кушадасы пришёлся на время упадка Эфеса в поздней античности и раннем средневековье. До XV века город был торговым центром республик Венеция и Генуя. В 1413 году город захватила Османская империя, после чего город становится значимым Османским торговым портом. С тех времён в городе сохранился построенный в 1612—1613 годах караван-сарай «Мехмед-паши».
Во время турецкой войны за независимость Кушадасы в 1919—1922 годах был оккупирован, сначала итальянскими войсками с 14 мая 1919 года по 24 мая 1922 года, а затем греческими войсками. Турецкие войска в конце концов получили контроль над городом 7 сентября 1922 года. При Турецкой Республике греческое население было обменяно на турецких людей в рамках обмена народонаселения между Грецией и Турцией в 1922 году. Это был район в провинции Измир до его передачи в провинцию Айдын 27 июня 1957 года.
Начиная с 1970-х годов в городе активно строятся отели и развивается массовый туризм.

## Экономика
Кушадасы — популярный курорт, находится недалеко от древних городов Эфес и Приена, известных античными античности.

### Туризм
|  |

В городе расположено огромное количество маленьких и больших отелей, а также ресторанов, клубов и сувенирных лавок. Город очень удобен для остановки с целью посещения древнего города Эфес, который находится недалеко от города.
В этом районе есть несколько известных местных пляжей, в том числе пляж Леди, центральный пляж, пляжи между отелем Батыхан и местностью Назилли, пляж в Гузелчамлы и пляж национального парка полуострова Дилек, которого местные жители называют Милли Парк.
Также Кушадасы славится своими бирюзовыми пляжами на побережье Эгейского моря. Стоит отметить, что высота волн достаточно высокая, и может быть неудобна для плавания детей школьного возраста.
С целью создать новый объект для любителей дайвинга 5 июня 2016 года в Эгейском море, около турецкого города Кушадасы, затопили самолёт Airbus A300. Авиалайнер был списан, но за него заплатили 93 тысячи долларов США.

### Транспорт
В городе и в близлежащих местах есть общественный транспорт — курсируют микроавтобусы (дольмуш). В окрестностях аэропортов в Измире и Бодруме, провинции Мугла, есть автобусы и такси Однодневные поездки доступны на лодке из Кушадасы и Гюзельчамлы.
Город является портом захода для нескольких круизных судов.й Порт соединен шестиполосным шоссе до аэропорта Аднан Мендерес из Измира. Несколько государственных дорог соединяют город с окружающими его районами, такими как Гемерчик и Айдын.

## Достопримечательности
- Городские стены. Были трое ворот; одни остались.
- Калейчи Джами — мечеть, построенная в 1618 году для Великого визиря Окуза Кара Мехмеда Паши[15].
- Караван-сарай Окуз Мехмет паша находится рядом с доками. Он был построен в 1618 году как помещение для товаров моряков.
- Гюверджин[англ.][3] — остров в конце бухты, соединённый дамбой с материком, в котором есть пляжи с замком и местом для плавания, включая частный пляж и кафе с видом на залив в гавань Кушадасы. Общественные пляжи расположены в задней части полуострова, к открытому морю.
- Киразли — традиционная турецкая деревня в 12 км (7,5 мили) от Кушадасы.
- Йиланджи[себ.][3][4][5] — мыс к западу от Кушадасы. Возможно первоначальное местоположение Неополиса (Neopolis). Некоторые стены видны. Здесь есть пляжи и пляжные клубы.
- Рядом с городом расположены несколько аквапарков с волновыми бассейнами и белыми водными горками.
- Дамский пляж — очень близко к центру города, одна из основных туристических достопримечательностей.
- Кадыкалеси — венецианский/византийский замок, 10 км (6,2 мили) вдоль дороги Кушадасы — Давутлар.
- Панинониум — 25 км (16 миль) к югу от Кушадасы, расположенный вдоль дороги Давутлар — Гюзельчамлы.  Руины находятся в плохом состоянии, и их подлинность оспаривается.

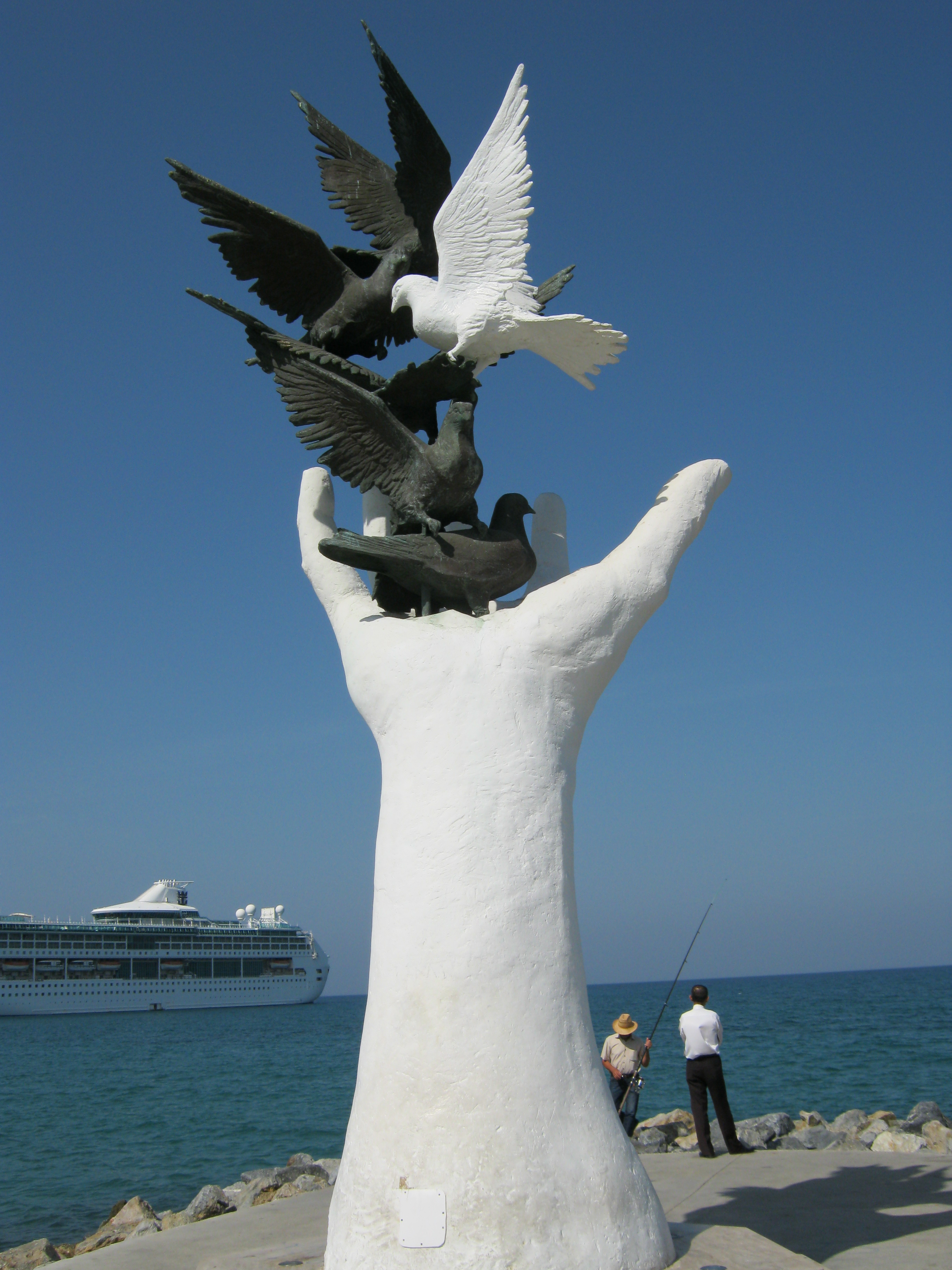
Голуби — символ города
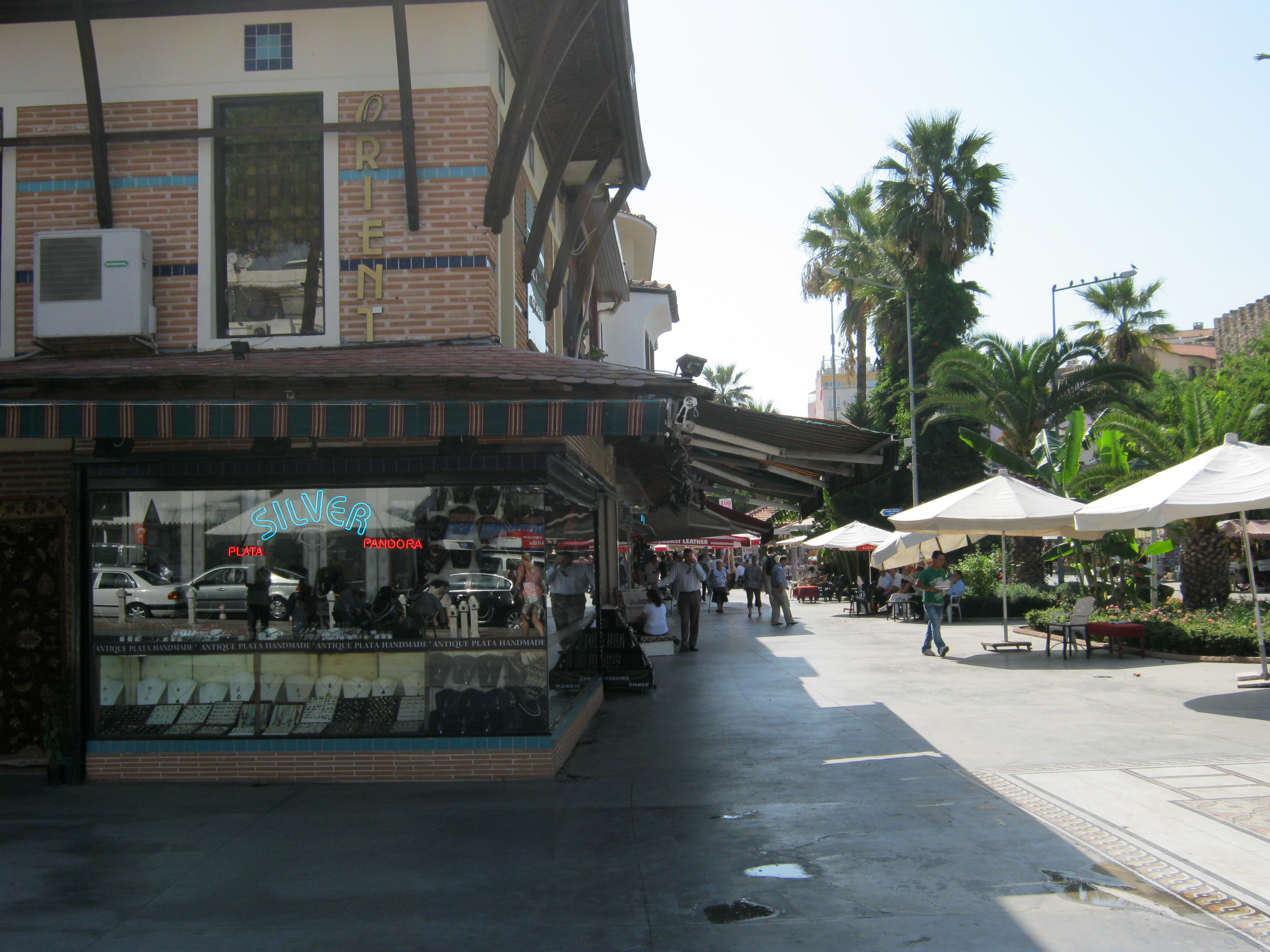
Одна из улиц в городе

## Города-побратимы
- Новомосковск (Тульская область)